# Euphorbia kirimzjulica
Euphorbia kirimzjulica är en törelväxtart som beskrevs av Stepanov. Euphorbia kirimzjulica ingår i släktet törlar, och familjen törelväxter.
Artens utbredningsområde är Krasnojarsk. Inga underarter finns listade i Catalogue of Life.